# ۶۱۳ (میلادی)

## رویدادها
- کلوتار دوم پادشاه مروونژی‌ها با شکست هماوردانش پادشاه همه فرانک‌ها شد.

## مرگ‌ها
- تئودریک دوم، پادشاه بورگوندی و اوسترازیا
- زیگبرت دوم، پادشاه بورگوندی و اوسترازیا (ت. ۶۰۱ یا ۶۰۲)